# Norra Hubbustjärnen
Norra Hubbustjärnen är en sjö i Malung-Sälens kommun i Dalarna och ingår i Dalälvens huvudavrinningsområde.